# جرمن‌تاون، شهرستان دکاتور، ایندیانا
جرمن‌تاون (به انگلیسی: Germantown) یک منطقهٔ مسکونی در ایالات متحده آمریکا است که در شهرستان دکاتور، ایندیانا واقع شده‌است. جرمن‌تاون ۲۵۷٫۸۶ متر بالاتر از سطح دریا واقع شده‌است.